# Pier Francesco Mola
Pier Francesco Mola (1612 – 1666) foi um pintor italiano do Alto Barroco, que trabalhou principalmente em Roma. 
Nasceu em Coldrerio (agora Ticino, Suíça). Aos quatro anos se mudou para Roma com seu pai, Giovanni Battista, um pintor. Excetuando os anos 1633–40 e 1641–47, quando morou em Veneza e Bolonha, respectivamente, Mola viveu o resto de sua vida em Roma.
Seu primeiro aprendizado foi com o pintor maneirista Cavalier D'Arpino, e após, Francesco Albani. Sua obra prima é um afresco na galeria do Papa Alexandre VII, na Galeria do Palácio do Quirinal. Foi eleito direitor da Academia de São Lucas, a associação de artistas profissionais de Roma, em 1662. Um de seus alunos foi Antonio Gherardi.
Com seu estilo mais naturalista e interesse na exploração de elementos de paisagem, Mola se rebelou contra o classissimo altamente teórico dos pintores romanos do século XVII, tais como Andrea Sacchi.